# Clube Atlético Riachense
El CA Riachense es un equipo de fútbol de Portugal que juega en la Liga Regional de Santárem, la cuarta liga de fútbol más importante del país.

## Historia
Fue fundado en el año 1932 en la ciudad de Riachos, del consejo de Torres Novas del distrito de Santárem y su mejor momento le sucedió en la temporada 2012/13, temporada en la que consiguieron el ascenso al Campeonato Nacional de Seniores, primera vez que el club competiría fuera de las ligas regionales en las que estuvo todo el tiempo antes del ascenso, siendo uno de los equipos fundadores del Campeonato Nacional de Seniores.
Cuenta con clubes de fútbol en las diversas categorías desde infantil hasta el primer equipo y una sección en fútbol sala.

## Estadio
El club juega sus partidos de local en el Campo Coronel Mário Cunha, ubicado en Torres Novas y con capacidad para 2.500 espectadores.